# IC 1042
IC 1042 је лентикуларна галаксија у сазвјежђу Дјевица која се налази на листи објеката дубоког неба у Индекс каталогу.
Деклинација објекта је + 3° 28' 11" а ректасцензија 14h 40m 38,7s. Привидна величина (магнитуда) објекта IC 1042 износи 13,6 а фотографска магнитуда 14,6. IC 1042 је још познат и под ознакама UGC 9457, MCG 1-37-46, CGCG 47-135, ARP 171, KCPG 431A, PGC 52433.